# Kill your darlings (motto)
Kill your darlings (Engels voor: Dood je lievelingen) is een schrijfadvies voor scenaristen, dichters en andere schrijvers. Het motto, geformuleerd door William Faulkner, kan worden gezien als een gebruiksaanwijzing of regel, die uiteraard niet altijd geldt.
William Faulkner had het over de "precious darlings" van een schrijver, die favoriete zinnen of hele scènes die - ongeacht hoe goed geschreven - gewoon niet werken in het stuk dat hij of zij aan het schrijven is. Hij gaf zijn beroemd geworden advies mee: you've got to "kill" them. De regel houdt in, dat het het schrijfproduct ten goede komt als de eerste inval, die in eerste instantie als het beste onderdeel (de darling) wordt gezien, er wordt uitgehaald. Vaak heeft de schrijver niet door dat het de inhoud verzwakt. Hij is als het ware 'verliefd' op zijn eigen verwoordingen en kan of wil er geen afstand van doen. Een scherpe eigen geest, of een goede collega-schrijver of redacteur is dan nodig om de schrijver hierop te wijzen.
De darlings zijn niet zelden de directe prikkels, zoals visuele waarnemingen, anekdotes of nieuws, die de dichter of schrijver heeft uitgewerkt op een abstracter niveau. Door de prikkel zelf weg te halen, blijft dan het abstracte en daarmee algemeen herkenbare over. Door nodeloze ballast weg te snijden, komt het gedicht strakker in zijn vel te zitten. Bij moderne dichters komt dit bijvoorbeeld ook neer op het schrappen van te veel adjectieven of het versterken van de beeldspraak, zodat er meer 'tussen de regels' moet worden gelezen omdat het minder expliciet wordt verwoord.

## Schrijven is schrappen
Verwant met deze uitspraak is het motto: "Schrijven is schrappen" (citaat van Godfried Bomans). Kill your darlings zegt echter ook wát moet worden geschrapt: dat waarvan de auteur vindt dat het eigenlijk niet kan worden gemist.
Het kill-your-darlings-principe is zeker niet alleen van toepassing bij het schrijven van poëzie. Voor literair proza geldt hetzelfde en ook bijvoorbeeld bij het schrijven van een scenario voor film of televisie wordt het principe 'minder is meer' vaak benadrukt, en dat geldt eigenlijk voor alle vormen van creatief schrijven.

### Andere media
Ook voor het monteren van (video)films of fotosessies wordt het principe door cursusleiders gepredikt: het beste, mooiste shot volgens de eigen mening van de filmer/fotograaf kan vaak maar beter uit het eindresultaat worden verwijderd om een beter geheel te krijgen.